# Cmentarz żydowski w Rabce
Cmentarz żydowski w Rabce – znajduje się na stoku Grzebienia w okolicach ulicy Słonecznej i zajmuje powierzchnię 0,1 ha, na której nie zachowały się żadne nagrobki. W czasie II wojny światowej kirkut służył jako miejsce masowych egzekucji ludności żydowskiej, co upamiętniają stosowne pomniki.

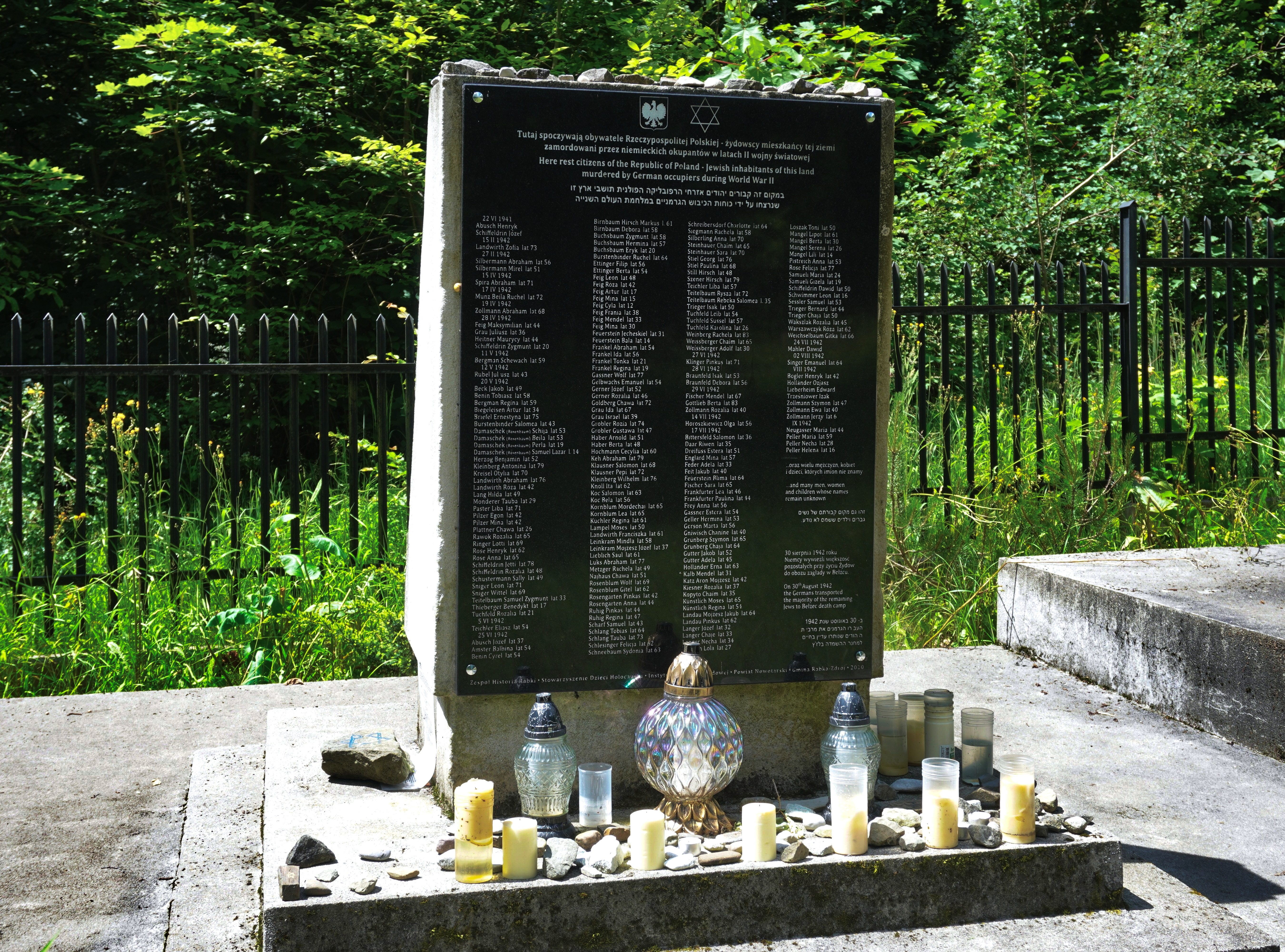
Obelisk z tablicą upamiętniającą zamordowanych Żydów
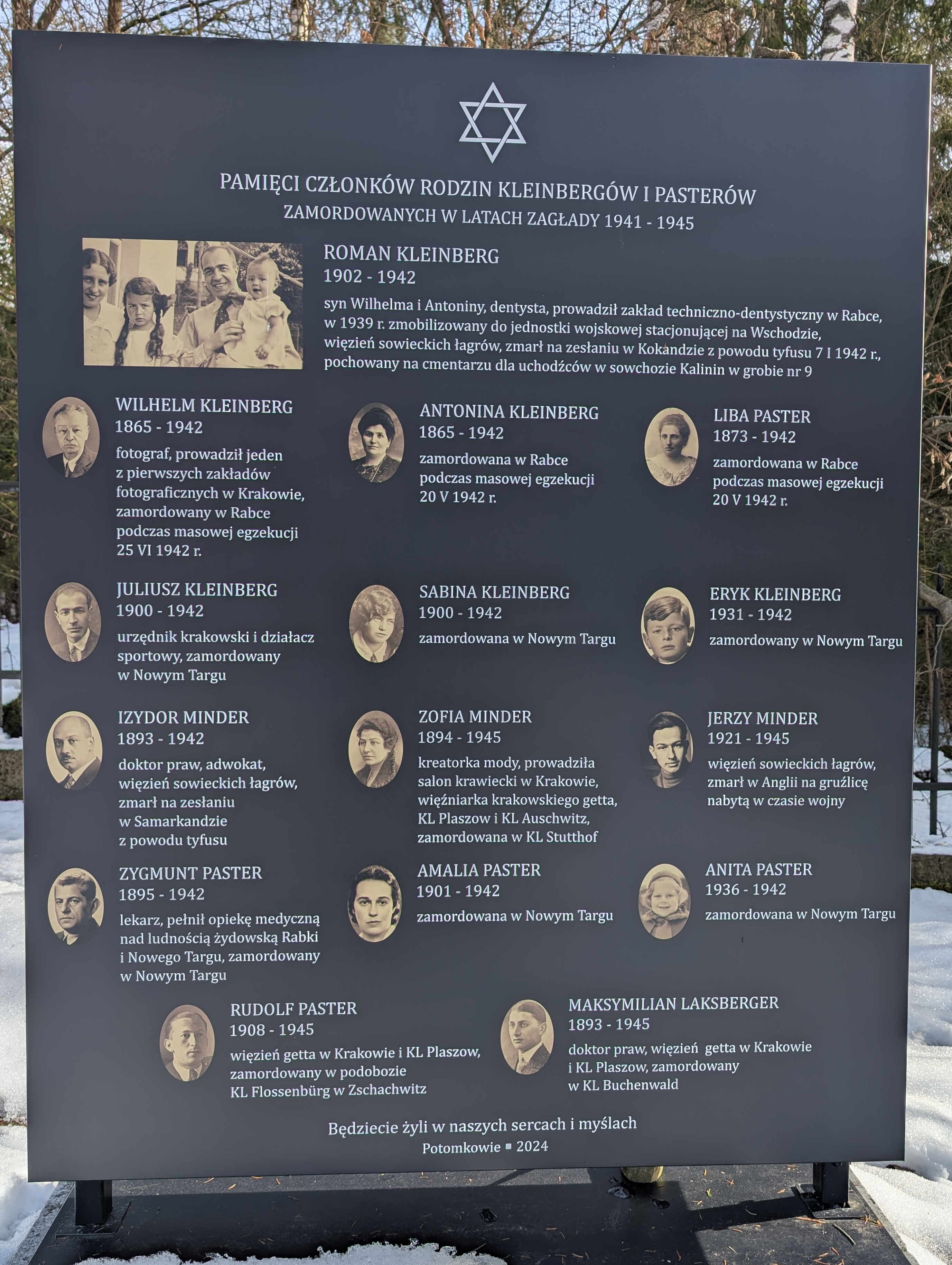
Tablica ku pamięci członków rodzin Kleinbergów i Pasterów (na cmentarzy żydowskim w Rabce)